# Cicero (Indiana)
Cicero – miasto w Stanach Zjednoczonych, w stanie Indiana, w hrabstwie Hamilton.